# Distretto di Sangkha
Il distretto di Sangkha (in thailandese: สังขะ) è un distretto (amphoe) della Thailandia, situato nella provincia di Surin.